# Платонов, Алексей Кузьмич
Алексей Кузьмич Плато́нов (12 февраля 1907, Верхние Ачаки, Ядринский уезд, Казанская губерния, Российская империя — 1 июля 1950, Сталинград, СССР) — советский инженер-конструктор, главный конструктор Сталинградского тракторного завода.

## Биография
Родился 12 февраля 1907 года в Ядринском уезде Казанской губернии в деревне Верхние Ачаки Балдаевской волости (по другой версии — в деревне Алёшкино) в многодетной семье.
Полное среднее образование получил на рабочем факультете в Чебоксарах (1925—1928). В дальнейшем по разнорядке уехал на учёбу в город Новочеркасск, в Донской политехнический институт. После двух курсов в 1930 году Платонов перевёлся в Московский механико-машиностроительный институт имени Баумана и специализировался по дизелестроению. После окончания института в 1932 году, трудился на Сталинградском тракторном заводе.
В 1938—1939 годах Алексей Кузьмич возглавлял конструкторское бюро. Была создана на заводе специальная моторная лаборатория, начальником которой в 1940—1941 годах работал Платонов.
Участвовал в создании трактора марки СТЗ-НАТИ.
Начал работать на СТЗ с 1932 года в должности инженера-конструктора, а затем возглавил КБ шасси и ходовых систем. Именно под его руководством разработана знаменитая «русская каретка» тракторов СХТЗ-НАТИ и тягача СТЗ-5, которая по сию пору остается актуальной. В 1941—1944 гг. Платонов возглавлял танковую лабораторию СТЗ, занимавшуюся адаптацией тракторного завода под военные нужды. В 1944 году Алексей Кузьмич назначается заместителем главного конструктора СТЗ и немедленно приступает к работам по освоению производства нового трактора. Параллельно Платонов вел огромную работу по совершенствованию дизеля Д-54. В 1949 году он стал главным конструктором Сталинградского тракторного завода.
Окончил МВТУ имени Н. Э. Баумана (1932). Работал на СТЗ, стал главным конструктором завода. В 1941—1945 — танкостроитель.
Работал на СТЗ с 1932 г. инженером-конструктором КЭО, начальником моторной лаборатории, начальником КБ шасси и ходовых систем, принимал участие в разработке тракторов СТЗ-НАТИ и СТЗ-8, зарекомендовал себя как грамотный и инициативный инженер. В 1941—1942 гг. возглавлял танковую лабораторию СТЗ. В 1944 г. А. К. Платонов назначается заместителем, а в 1949 г. — главным конструктором. Он внес большой вклад в создание трактора ДТ-54, особенно его дизеля Д-54.
Умер в 1950 году в Сталинграде.

## Семья
Родители Алексея Платонова — Агрепина и Кузьма Платоновы. В семье было три дочери и пять сыновей. Отец, Платонов Кузьма Платонович, считался в то время образованным, был волостным писарем, а мать Платонова, Агрепина Михайловна, по национальности русская, слыла хорошей портнихой и рукодельницей. В автобиографии, написанной 5 августа 1949 года, Алексей Кузьмич указал: «Три сестры и один брат работают учителями в районах Чувашской АССР». Один брат, Виктор, погиб в 1941 году на фронте Отечественной войны. Два брата, Валентин и Аркадий, пропали без вести. Его две сестры были учительницами: Нина Хромова и Анастасия Никитина.

## Награды и премии
- Сталинская премия II степени (1950) — за разработку конструкции и промышленное освоение с/х дизельного трактора (ДТ-54);
- Орден Трудового Красного Знамени (1945);
- Медаль «За доблестный труд» (1945);
- Медаль «За оборону Сталинграда» (1943);
- Значок «Отличник соцсоревнования Наркомата танковой промышленности»;
- Значок «Передовой конструктор советского машиностроения».

## Ссылка
- Бессмертный полк Москва
- Чувашская энциклопедия
- Советская Чувашия
- Яжейкина Т. Вӑл танксем тата тракторсем тунӑ (недоступная ссылка) // Ӗҫ ялавӗ. — 2005. — 10 раштав
- Фото
- Статья
- Обновление экспозиции «Платонов Алексей Кузьмич — конструктор тракторов и танков»